# Marimokkori
Marimokkori (まりもっこり) é um personagem popular em Hokkaidō, Japão. Toda região japonesa possui um herói fictício local, Marimokkori é o herói da província de Hokkaido.

## Origem do nome
Marimokkori é um jogo de palavras. É composta da palavra Marimo e Mokkori. Marino significa um tipo de alga verde comum nos lagos da região de Hokkaidō como Akan e Mashu (Akanko e Mashuko), onde crescem no fundo no formato de bolinhas verdes. "Mokkori" é um termo japonês similar a uma gíria para macho, por muito como tanuki, Marimokkori é particularmente bem-dotado. Grande parte da fama Marimokkori vem através de merchandising, com uma série de diversas lembranças.
Esse brinquedinho tão popular quanto o Tamagochi, começou como uma febre em Hokkaidō, se tornando em tão pouco tempo uma febre em todo o Japão, agora são vários tipos de Marimokkori, sendo que cada província possui a sua versão personalizada.